# NGC 6117
NGC 6117 (również PGC 57816 lub UGC 10338) – galaktyka spiralna (Sc), znajdująca się w gwiazdozbiorze Korony Północnej. Odkrył ją Albert Marth 5 lipca 1864 roku. Jest zaliczana do radiogalaktyk.